# Baccalauréat ès arts (Québec)
Pour un article plus général, voir Baccalauréat (scolaire).
Ne pas confondre avec le baccalauréat qui sanctionne le premier cycle des études universitaires au Canada
Le baccalauréat ès arts (B.A.) est, avant 1969, un diplôme sanctionnant le cours classique et donnant accès aux études universitaires au Canada français, principalement au Québec mais aussi en Ontario, en Acadie et au Manitoba. Il était attribué par l'Université Laval et l'Université de Montréal aux finissants des collèges classiques affiliés à l'une ou l'autre de ces universités et qui réussissaient les examens imposés par leur faculté des arts. Ce n'était donc pas un baccalauréat universitaire proprement dit. Ce système d'affiliation entre les collèges et les universités a été mis en place dès 1879,.
Les Jésuites, qui possédaient leurs propres collèges, avaient le privilège de dispenser leurs propres examens et de simplement transmettre aux universités la liste des élèves acceptés.

## Transition vers le diplôme d'études collégiales
Dans la foulée du rapport Parent sur l'éducation au Québec, les deux dernières années du cours classique ont été remplacées par le volet préuniversitaire de l'enseignement collégial et les premiers cégeps ouvrent à l'automne 1968. Les élèves qui avaient terminé le cours de rhétorique (sixième année du cours classique) au printemps de 1967 avaient la possibilité de compléter leurs deux années de philosophie; ils constituèrent ainsi la dernière cohorte du baccalauréat ès arts. Le Ministère de l'éducation du Québec reprend alors des universités la responsabilité de la sanction des études préuniversitaires en créant le diplôme d'études collégiales (DEC), successeur du baccalauréat ès arts.